# Суперкубок по хоккею с шайбой
Суперкубок по хоккею с шайбой — хоккейный турнир, который проводился Международной Хоккейной Федерацией в 1997—2000 годах.
Первый розыгрыш проводился между победителем Кубка Европы и победителем Евролиги.
С 1998 по 2000 год Суперкубок разыгрывался между победителями Евролиги и Континентального кубка.
После упразднения Евролиги Суперкубок больше не проводился.

## Все победители
| Год  | Победитель               | Счёт | Финалист                 | Место встречи        |
| ---- | ------------------------ | ---- | ------------------------ | -------------------- |
| 1997 | ТПС Турку                | 3:2  | «Лада» Тольятти          | Турку, Финляндия     |
| 1998 | «Самина Фельдкирх»       | 4:0  | ХК «Кошице»              | Фельдкирх, Австрия   |
| 1999 | «Амбри-Пиотта»           | 2:0  | «Металлург» Магнитогорск | Амбри, Швейцария     |
| 2000 | «Металлург» Магнитогорск | 3:2  | «Амбри-Пиотта»           | Магнитогорск, Россия |